# 16036 Мороз
16036 Мороз (16036 Moroz) — астероїд головного поясу, відкритий 10 квітня 1999 року.
Тіссеранів параметр щодо Юпітера — 3,324.